# 芦屋室内合奏団
芦屋室内合奏団（あしやしつないがっそうだん、英称：Ashiya Chamber Orchestra, ACO）は、1965年に兵庫県芦屋市浜町の橋本邸で発足した弦楽器を主体とする室内合奏団。

## 概要
1965年に神戸大学交響楽団のトップ奏者を中心に結成され、現在まで活動する関西地区で最も歴史のある合奏団の一つである。
1969年の定期演奏会ではテレマン・アンサンブルより延原武春ほか管楽器奏者を迎え、テレマン・プログラムで質の高い演奏を披露した。
1974年に酒井睦雄（相愛大学教授）が音楽監督に就任した。
2001年には酒井睦雄とのヨーロッパ演奏旅行で、ドイツのバンベルクにてバンベルク交響楽団団員とともにニューイヤーコンサートを行い、好評を博している。
音楽監督
酒井睦雄（1974年就任。相愛大学教授）